# Christian Kassel
Christian Kassel é um matemático francês. Trabalha com álgebra.
Kassel obteve um doutorado em 1981 na Universidade de Estrasburgo, orientado por Jean-Louis Loday, com a tese Homologie du groupe linéaire général et K-théorie stable. É Professor da Universidade de Estrasburgo, onde foi de 2000 a 2004 diretor do IRMA (Institut de Recherche Mathématique Avancée). É diretor de pesquisas do Centre national de la recherche scientifique (CNRS).
Kassel trabalha principalmente com grupos quânticos, sobre o qual escreveu um livro texto, álgebra de Lie, teoria K-algébrica, álgebra de Hopf e grupos de tranças.

## Obras
- Quantum Groups, Graduate Texts in Mathematics 155, Springer Verlag, 1995
- com Vladimir Turaev: Braid Groups, Graduate Texts in Mathematics, Springer Verlag, 2008 (Grupos de tranças)